# El Periòdic d'Andorra
El Periòdic d'Andorra és el principal diari del Principat d'Andorra, s'edita en paper i en format digital, fundat el 3 de febrer de 1997 per part del Grupo Zeta, com la filial andorrana d'El Periódico de Catalunya. Té la seva oficina central a l'avinguda del Pessebre nº 27 d'Escaldes-Engordany i s'imprimeix a Parets del Vallès. Aquest rotatiu es ven de manera conjunta i inseparable amb El Periódico de Catalunya al Principat d'Andorra i també a les comarques catalanes del Pirineu, principalment l'Alt Urgell i la Cerdanya. L'abril de 2015 va reestrenar el seu espai web, que ja té més de 250.000 lectures mensuals segons ODM de Google.

## Història
Fundat pel barceloní Antonio Asensio Pizarro, president del Grupo Z i per l'Andorrà Enric Dolsa Font que n'és el president des de la seva fundació, va publicar el seu primer exemplar el 1997, en un moment en què només existia una capçalera andorrana. El Periòdic d'Andorra va venir a ocupar un espai mediàtic buit al Principat d'Andorra: un diari, redactat íntegrament en català, d'ideologia progressista i distribuït conjuntament amb El Periódico de Catalunya, capçalera líder a Catalunya. A més, va donar des del principi gran cobertura informativa a les informacions sobre el Principat d'Andorra i les comarques veïnes del pirineu català així com les notícies esportives amb un format visualment atractiu i amb profusió d'imatges, gràfics i color. La seva sortida al mercat va suposar l'aposta per un nou concepte de diari imprès. Això va propiciar la captació de nous lectors no acostumats a comprar premsa fins aleshores.
El 2010 el Grupo Zeta es va vendre Andorrana de Publicacions S.A. editora del Periòdic d'Andorra i de la revista En Femení, separant-lo del Periódico de Catalunya, tot i que segueix venent-se de forma conjunta, actualment en són propietaris diferents grups andorrans. El mes d'agost de 2014 es desvinculen de l'empresa el Sr. Patrick Pérez del Grup Pyrenees i el Sr. Daniel Armengol del Grup Heracles, sent els actuals propietaris el Sr. Enric Dolsa i Font, Ex-Cònsol i Ex-Conseller del Comú d'Ordino i propietari del Grup Vallsegur, el Sr. Jaume Torres i Murici del Grup Day Star i el Sr. Higini Cierco i Noguer del Grup Cierco.

## Directors
- 1997–2010: Josep Antón Rossell[1]
- 2010–2014: Joan Ramón Baiges
- 2014–2018: Arnau Colominas[10]
- 2020-actualitat: Natàlia Mena Samper